# Пирицкий договор
Пирицкий договор (нем. Vertrag von Pyritz) урегулировал претензии Померанского дома и дома Гогенцоллернов относительно правового статуса и правопреемства в Герцогстве Померания 26 и 28 марта 1493 года. Иоганн Цицерон, курфюрст Бранденбурга и представитель Гогенцоллернов, отказался от претензий Бранденбургского курфюршества утвердить Померанское герцогство в качестве феода 26 марта в Пирице (ныне Пыжице). В свою очередь, Богуслав X, герцог Померанский, признал бранденбургскую преемственность в своем герцогстве в случае пресечения его династии 28 марта в Кенигсберге (ныне Калининград). Договор был важнейшим достижением внешней политики Богуслава X. Договор был пересмотрен и обновлен, когда в 1529 году было достигнуто окончательное урегулирование конфликта между двумя домами в Гримницком договоре.

## Предпосылки

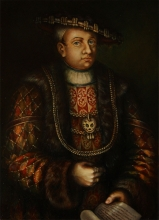
Богуслав X, герцог Померании

В XV веке снова вспыхнул давний конфликт между Бранденбургским курфюршеством и Герцогством Померания: Бранденбург, которым тогда управлял дом Гогенцоллернов, объявил Померанское герцогство феодом, а Померанский дом («Грифонов») объявил свободным имперским. Граница между государствами двух домов также была оспорена, и конфликт часто решался в открытой войне.
В 1464 году спор обострился из-за смерти Оттона III, герцога Померании: Оттон III умер быстро и оставил Померанию раздробленной, герцогство Померания-Штеттин освободившимся. Как его родственники из Померанского дома, так и Гогенцоллерны требовали правопреемства в герцогстве. В Сольдинском договоре (1466) померанский герцог и бранденбургский курфюрст согласились на сценарий, в котором Померанский дом будет править Померанией-Штеттином как бранденбургский феод.
Тем не менее этот договор не вступил в силу, и обе стороны снова прибегли к войне. Война была временно прекращена в связи с Пренцлавским договором (1472), когда Померанский дом был вынужден признать бранденбургское господство и преемственность, а также свои территориальные потери, но снова вспыхнула в 1477 году. Бранденбург смог решить войну в свою пользу, и Богуслав X, тем временем оставшийся единственным Померанским герцогом после того, как его соправители умерли в 1464, 1474 и 1478 годах, должен был пересмотреть и возобновить договор 1472 года в Пренцлавском договоре (1479).
В то время как в 1479 году Богуслав X обещал верность Альбрехту III, курфюрсту Бранденбурга, он отказался присягнуть на верность его сыну Иоганну Цицерону, когда последний стал правителем в Бранденбургском курфюршестве. Маргарет, дочь Фридриха II, курфюрста Бранденбурга была замужем за Богуславом X с 1477 года, встала на сторону своего мужа во вражде, несмотря на то, что поддерживала добрые отношения со своим двоюродным братом Иоганном Цицероном. Тем не менее, брак Богуслава X с Маргарет не был благословлен детьми. Богуслав X обвинил её в том, что она манипулировала своим телом, чтобы предотвратить зачатие, поэтому в соответствии с договоренностями в Пренцлау Померанское герцогство входит в состав Бранденбурга. Маргарет умерла в 1489 году. В 1490 году Богуслав женился на Анне Ягеллонке из Польши, но, несмотря на то, что Анна была беременна, к моменту заключения договора в Пирице наследник ещё не родился.

## Положения
Иоганн Цицерон, курфюрст Бранденбурга, согласился с тем, что Померанский дом не обязан утверждать Герцогство Померания в качестве феода от дома Гогенцоллернов, и что герцоги Померании не должны приносить клятву верности бранденбургским курфюрстам. В свою очередь, Богуслав X, герцог Померании, заверил Гогенцоллернов в их праве на наследство в Герцогстве Померания в случае, если пресечется Померанский дом. Иоганн Цицерон дал свои заверения 26 марта 1493 года в померанском городе Пириц, в то время как Богуслав X сделал то же самое в прусском городе Кенигсберг 28 марта. Бранденбургское право на померанское правопреемство было подтверждено присягой 150 померанских прелатов и дворян.

## Последствия

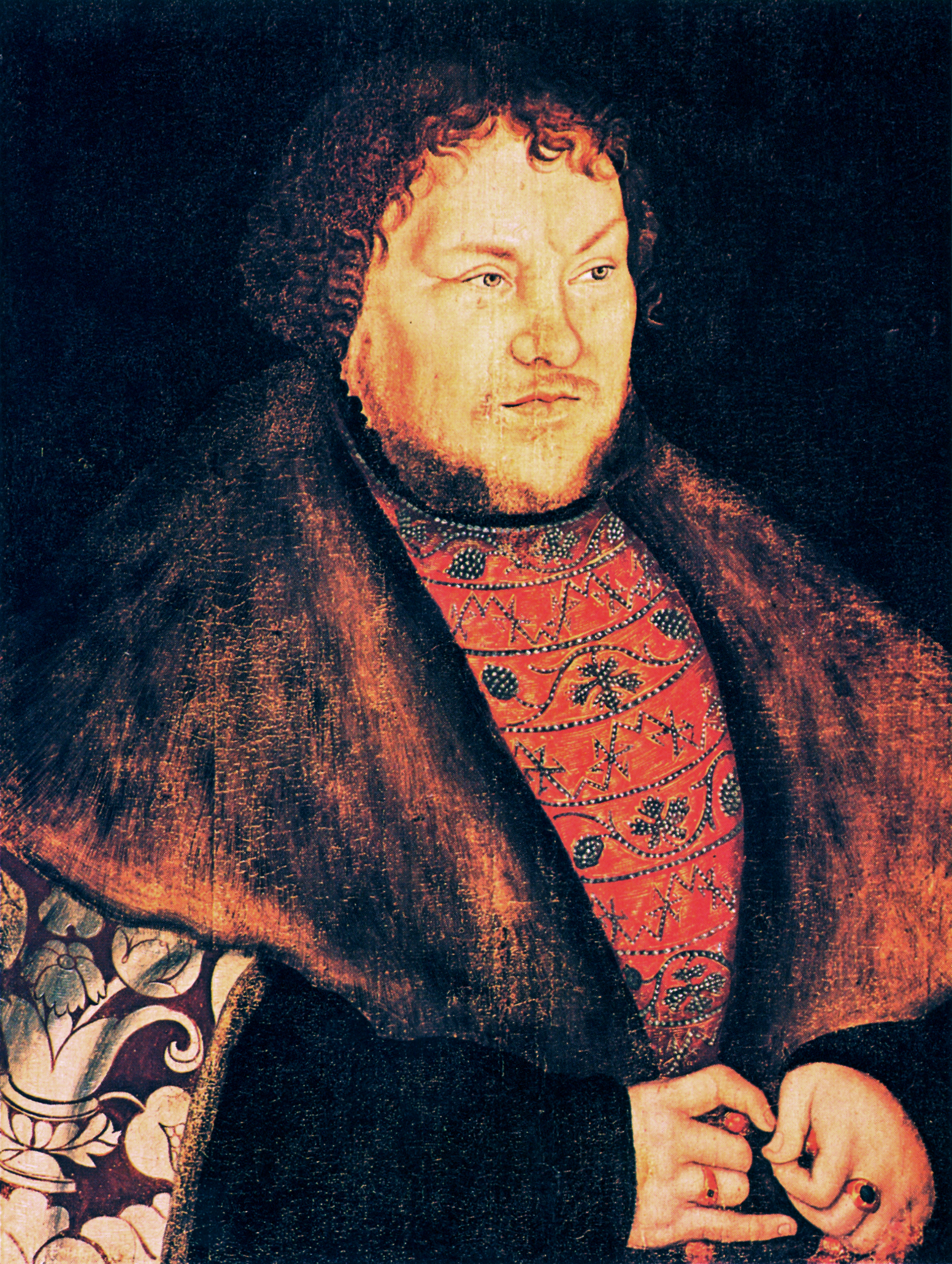
Иоахим I Нестор, курфюрст Бранденбурга

С рождением Георга I, будущего герцога Померании, 11 апреля 1493 года, за которым последовало рождение ещё четырёх детей Богуслава X и Анны Ягеллонки, надежды Бранденбурга на быструю преемственность в Померании не оправдались. Когда в 1495 году Богуслав X был приглашен на Императорский рейхстаг в Вормсе, Иоганн Цицерон приказал перехватить приглашение. И Иоганн Цицерон, и Богуслав X тогда отсутствовали на рейхстаге, но Иоганн Цицерон не смог реализовать свои планы, чуть позже его брат официально включит Герцогство Поморания в качестве феода. В последующем Богуслав X часто переговаривал с Максимилианом I, императором Священной Римской империи, чтобы лично получить Герцогство Померания в качестве феода. В 1521 году преемник императора Максимилиана I Карл V на своем первом рейхстаге в Вормсе передал Померанское герцогство в качестве феода преемнику Иоганна Цицерона Иоахиму I и его брату Казимиру, а также Богуславу X, преследуя цель получения налогов за герцогство и от Гогенцоллернов, и от Померанского дома. Тем не менее, владения Богуслава X затем вошли в Верхнесаксонский округ и сам он получил место на голосовании на Имперском рейхстаге, которое он получил, несмотря на бранденбургские протесты в Нюрнберге в 1522 году.
После смерти Богуслава X в 1523 году бранденбургско-померанский конфликт продолжился между Иоахимом I и сыновьями Богуслава X Георгом I и Барнимом XI, которые правили Померанией совместно, но конфликт мог был быть разрешен с помощью дипломатии. В 1526 году Иоахим I вмешался, когда померанских герцогов пригласили принять участие в имперском рейхстаге в Шпайере. Дело о Померании было обсуждено в Шпайере, и высокопоставленные представители Священной Римской империи выступили посредниками в последующем конфликте. В 1529 году Гримницкий договор окончательно урегулировал конфликт, подтвердив и изменив договор в Пирице: в Гримнице Померания была подтверждена как непосредственный имперский феод, однако курфюрст Бранденбурга должен был присутствовать при каждой официальной инвеституре, и им было позволено нести померанские флаги во время данного процесса, кроме того, им было разрешено называть себя герцогами Померании, за исключением случаев, когда присутствовали как померанский герцог, так и бранденбургский курфюрст.
Пункт о правопреемстве по Гримницкому договору вступил бы в силу в 1637 году со смертью последнего герцога Померании, однако поскольку этот герцог заключил союзный договор со Швецией семь лет назад, по Договору в Штеттине (1630), Померанию в то время оккупировали превосходящие шведские войска, бранденбургско-померанский конфликт продолжался между домом Гогенцоллернов и Швецией.